# Xã Wallaceburg, Quận Hempstead, Arkansas
Xã Wallaceburg (tiếng Anh: Wallaceburg Township) là một xã thuộc quận Hempstead, tiểu bang Arkansas, Hoa Kỳ. Năm 2010, dân số của xã này là 940 người.